# Rattus everetti
Rattus everetti är en däggdjursart som först beskrevs av Günther 1879.  Rattus everetti ingår i släktet råttor, och familjen råttdjur. IUCN kategoriserar arten globalt som livskraftig. Inga underarter finns listade i Catalogue of Life.

## Utseende
Arten är med en absolut längd av 388 till 526 mm, inklusive en 211 till 257 mm lång svans och med en vikt av 170 till 490 g en stor gnagare. Den har 40 till 53 mm långa bakfötter och 22 till 30 mm stora öron. Ovansidan är täckt av ganska styv mörkbrun päls med flera svarta hår inblandade. Typisk är även den långa svansen som är längre än huvud och bål tillsammans. Nära bålen har svansen en mörk färg och de sista 20 till 50 procent är vita. På buken förekommer vit päls som kan ha en gul eller orange skugga. I Filippinerna är Rattus everetti den enda släktmedlem med vit svansspets och de andra råttorna är allmänt mindre.
Liknande stora gnagare finns i släktet Bullimus men hos dessa djur är svansen kortare än resten av kroppen.

## Utbredning
Denna råtta förekommer på Filippinerna (inte på Palawan). Den vistas i låglandet och i bergstrakter upp till 2400 meter över havet. Habitatet utgörs av olika slags skogar och dessutom besöks områden med buskar nära skogar.

## Ekologi
Individerna är främst nattaktiva och allätare. De går på marken och klättrar i träd. Födan utgörs bland annat av frön, frukter och ryggradslösa djur. Hos honor förekommer fyra par spenar.